# تخطيط زفن القلب
تخطيط زَفْن القلب (بالإنجليزية: ballistocardiograph)‏ ويختصر بـ: بي سي جي (بالإنجليزية: BCG)‏ هو قياس القوى البالستية التي يولدها القلب، وهو تقنية لإنتاج تمثيل بياني للحركات المتكررة للجسم البشري الناشئة عن ضخ الدم المفاجئ إلى الأوعية الكبيرة مع كل نبضة قلبية،إنها علامة حيوية في نطاق التردد من 1 إلى 20 هرتز والذي ينتج عن الحركة الميكانيكية للقلب، ويمكن تسجيله بطرق بدون اختراق سطح الجسم، لقد ظهر للمرة الأولى، بعد إجراء بحث مكثف قام به الدكتور إسحاق ستار، أنه يمكن تحديد تأثير أعطال القلب الرئيسية من خلال مراقبة وتحليل إشارة تخطيط زفن القلب، العمل الجديد يؤيد مراقبة إشارة تخطيط زفن القلب باستخدام الكاميرا بطريقة بدون احتكاك وتلامس.
أحد الأمثلة على استخدام تخطيط زفن القلب هو مقياس تخطيط زفن القلب، الذي يقيس ارتداد جسم الأشخاص الموجودين على المقياس، مقياس تخطيط زفن القلب قادر على إظهار معدل ضربات القلب للأشخاص وكذلك وزنهم.
نشأ مصطلح مخطاط زفن القلب من كلمة العرادة الرومانية، وهو مشتق من الكلمة اليونانية بالين (للرمي)، وهي آلة لإطلاق الصواريخ، بالإضافة إلى الكلمات اليونانية للقلب والكتابة.